# Avión presidencial mexicano
Se denomina Avión Presidencial mexicano a una o varias aeronaves propiedad del gobierno de México asignadas como transporte al servicio del presidente de México para ser operadas por la Coordinación General de Transportes Aéreos Presidenciales dependiente del Estado Mayor Presidencial. Tienen asignado el identificativo TP "Tango Papa" por Transporte Presidencial más un designador numerico, por ejemplo: TP-01, TP-02, etc. La flota de aeronaves fue puesta en tierra con el fin de ser subastada, debido a que el presidente del país Andrés Manuel López Obrador dijo que era muy ineficiente para vuelos dentro del país, que es hacia donde viaja con gran frecuencia (Aeroméxico posee 20 aviones de este tipo, y con ellos vuela la ruta Tijuana - San Diego, por ejemplo. Además, según datos públicos de Boeing "El 787 consume un 20% menos de combustible y genera menos emisiones de carbono que los demás aviones de tamaño similar").

Hasta 2018 la última aeronave presidencial en ser adquirida era el “José María Morelos y Pavón”, una aeronave Boeing 787-8 matrícula XC-MEX equipada con diversas instalaciones ejecutivas. El vuelo inaugural de este avión fue el 10 de febrero de 2016, en un viaje a Hermosillo, Sonora, para conmemorar el día de la Fuerza Aérea Mexicana. Dadas las políticas de austeridad del gobierno del presidente, el Boeing 787-8 salió de territorio nacional el 3 de diciembre de 2018 para buscar un comprador. En enero de 2020 tras no conseguir comprador alguno el avión regresó a México.

## El Mexicano
En 1947 el presidente Miguel Alemán Valdés ordena la compra de un Douglas C-47 Skytrain militar que sería llamado "El Mexicano" este sería oficialmente considerado el primer avión presidencial en la historia de México. Más tarde se compraría un Douglas C-4/C-54 que se bautizó como "El Mexicano II".

## Francisco Zarco
Durante la administración del presidente Adolfo Ruiz Cortines se hace la compra de un Douglas DC-6 bautizado "Francisco Zarco" aunque este solo fue usado en contadas ocasiones por el presidente Ruíz, se usaría de forma frecuente hasta la presidencia de Adolfo López Mateos el cual no solo usaría este sino compraría una serie de aviones para el uso presidencial.

## El Ciudad de México
El presidente Adolfo López Mateos no solo conservaría el "Francisco Zarco", sino que compró un Bristol Britannia 302, una de las aeronaves más sofisticadas de esa época, el cual llamaría "El Ciudad de México" y sería utilizado principalmente para viajes internacionales.

## Tenochtitlan
Otra de las compras del presidente López Mateos sería un Douglas DC-8  designado "Tenochtitlan" el cual también usaría el presidente Gustavo Díaz Ordaz.

## Benito Juárez y Morelos
El presidente Díaz Ordaz usaba el "Tenochtitlan" para viajes Internacionales, pero para vuelos cortos y medianos usaba dos Fokker F-27 designados "Benito Juárez" y "Morelos" respectivamente.

## Miguel Hidalgo
El presidente Luis Echeverría Álvarez compraría un pequeño Hawker Siddeley HS 125, pero modificado con altos lujos. Oficialmente se designó como "Miguel Hidalgo" pero fue coloquialmente llamado "Topo Gigio" por la prensa debido a su corto tamaño. 

## Quetzalcóatl I y II
El presidente José López Portillo no le agradaba el Miguel Hidalgo debido a su corto tamaño, por lo que ordenó la compra de dos unidades Boeing 727 de medio uso que eran propiedad de Mexicana de Aviación ambas designadas "Quetzalcóatl I" y "Quetzalcóatl II"

## Presidente Benito Juárez

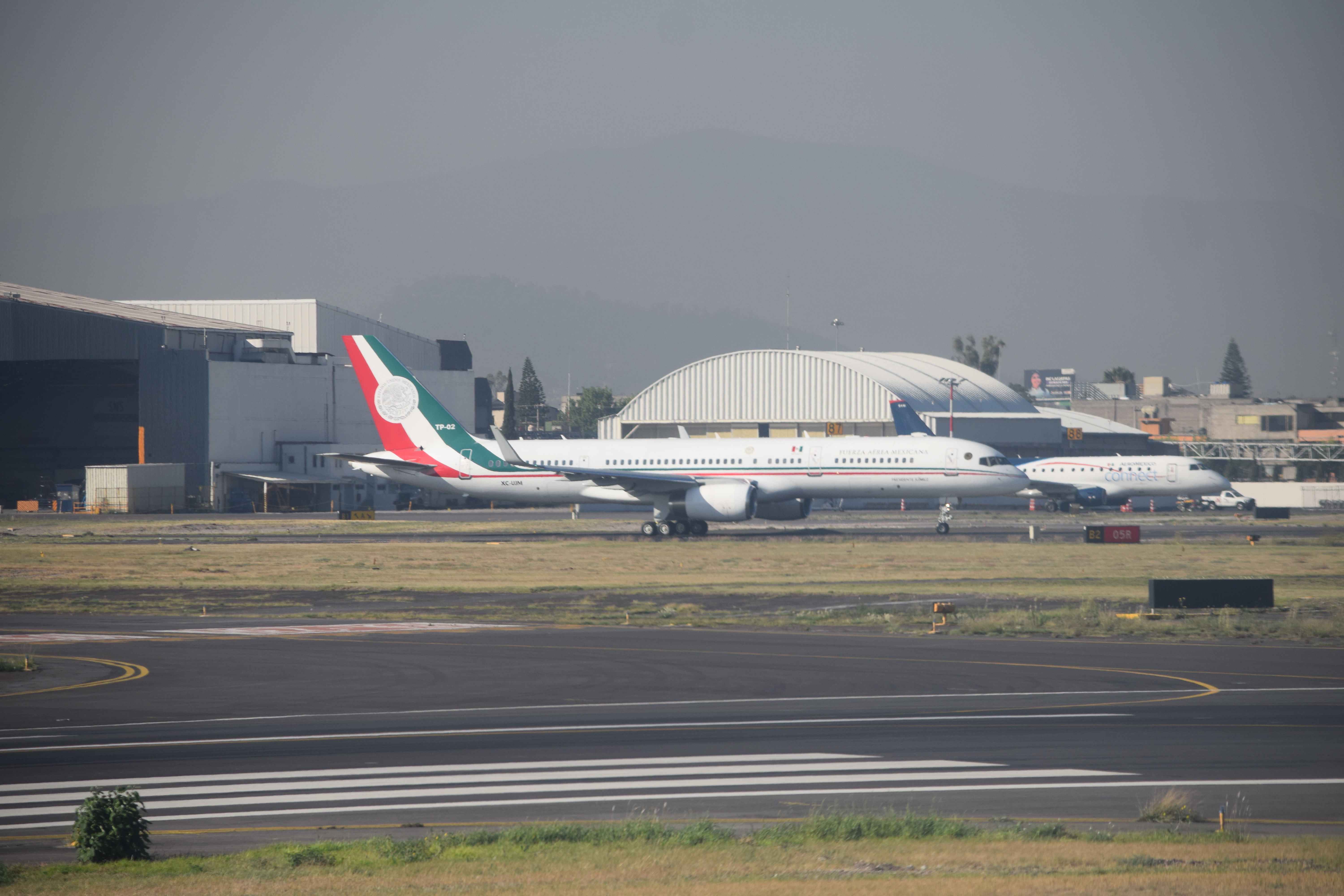
Avión presidencial Benito Juárez, usado de 1988 al 2015.

El presidente Miguel de la Madrid realiza la compra de un Boeing 757, bautizado como “Presidente Benito Juárez”. Esta aeronave causó polémica en su adquisición por su alto costo. La oposición de la opinión popular obligó al gobierno a venderla sin siquiera haberla estrenado. Sin embargo, una falla del entonces avión Quetzalcóatl I dio prueba de que el nuevo avión era necesario, por lo que se volvió a comprar con un precio de 43 millones de dólares (76,067 millones de pesos, a cambio de divisa de ese año). El costo original de esta aeronave era de 65 millones de dólares en esa época, pero al gobierno mexicano se le dio un precio especial por sobre existencia de unidades.
El avión Presidente Benito Juárez sirvió en las administraciones de Carlos Salinas de Gortari, Ernesto Zedillo, Vicente Fox, Felipe Calderón y Enrique Peña Nieto durante la mitad de su sexenio. Fue retirado en 2016, siendo el avión presidencial con tiempo en servicio más longevo.

### Incidentes
El 2 de mayo de 2010 al intentar aterrizar en Newark, Estados Unidos, el avión se desestabilizó generando una muy intensa turbulencia en la cual los pasajeros creían que se había desprendido un ala de la aeronave; sin embargo, las maniobras del piloto permitieron que el avión aterrizara sin problemas.

## XC-MEX / TP-01, José María Morelos y Pavón

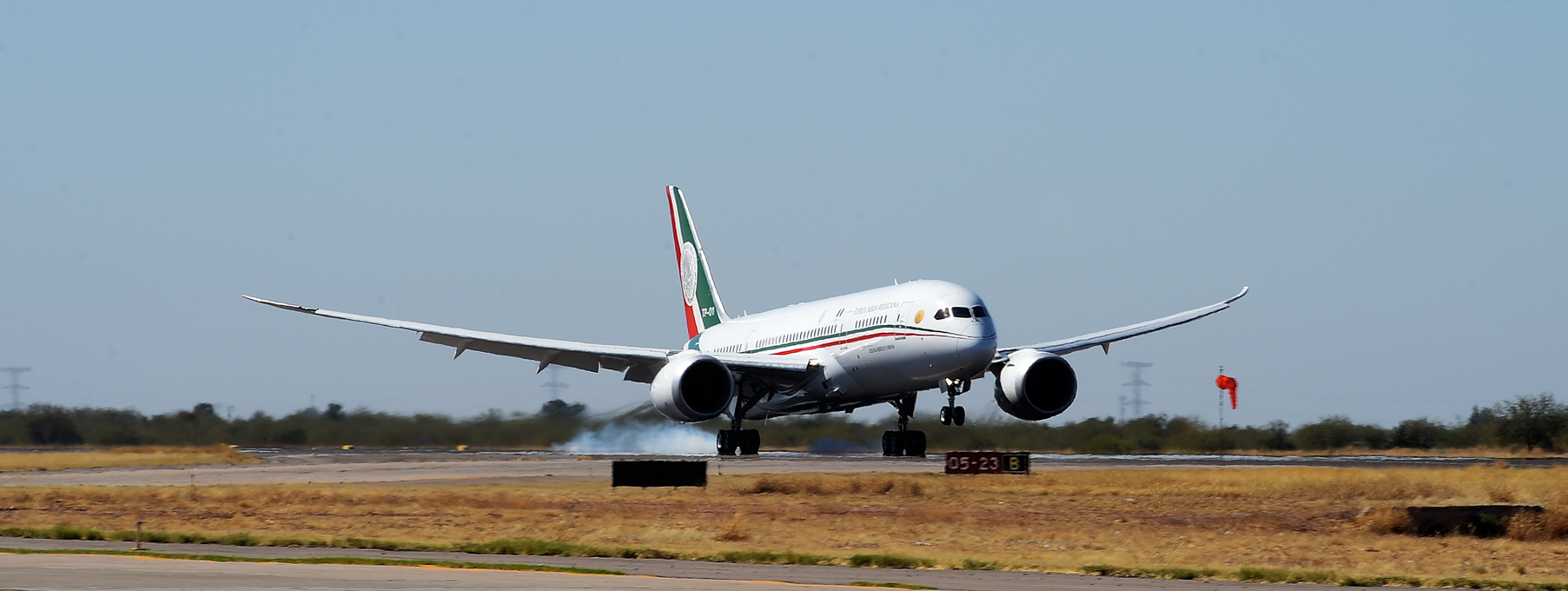
El Dreamliner XC-MEX fue hasta 2018 el avión presidencial mexicano.

Después 19 años de servicio presidencial, los diputados y senadores coincidieron en que era urgente una renovación del avión Benito Juárez, aún después del anuncio de la compañía Boeing la cual daba por terminada la construcción del modelo 757 lo cual encarecería el mantenimiento y las refacciones de este modelo.
Se optó por un Boeing 787 Dreamliner, un avión que por sus características consume menos combustible que otras aeronaves de su ramo y cuenta con una autonomía de 8500 km, el 9 de octubre de 2014 aterrizó solo por 4 horas en la Base Aérea Militar N.º 1 de Santa Lucía para después volar a Dallas, Texas, donde se terminó su construcción. Se le dio el identificativo XC-MEX / TP-01. El avión cuenta con certificación IFR y es considerado el mejor avión de América Latina, cuenta también con autonomía de 11 horas de vuelo y su desgaste es mínimo, pues está la mayor parte del tiempo en el hangar presidencial. El avión cuenta con capacidad para 230 pasajeros entre los que se encuentra la tripulación, así como un baño completo, una recámara y una oficina para el presidente.
La cabina del avión presidencial se acondicionó y posteriormente se probó y certificó FAA-EASA en Love Field (Dallas), Texas. Se tenía previsto su entrega para el 15 de enero de 2016. Sin embargo se entregó el 3 de febrero de 2016, llegando al Aeropuerto Internacional de la Ciudad de México a la 01:18 horas. Tardará dos semanas en capacitar al personal que trabajará en él. Posteriormente se podrá empezar a utilizar en las giras oficiales.  
Su primer vuelo oficial se realizó al Aeropuerto Internacional General Ignacio Pesqueira García de Hermosillo, Sonora, procedente de la Ciudad de México, en su primer vuelo fue escoltado por 4 aviones caza F-5 Tiger II.
El primer vuelo transatlántico fue por la visita de Estado que el presidente de México realizó a Alemania, el 10 de abril de 2016; al ingresar a espacio aéreo alemán, el avión presidencial fue escoltado por dos aviones caza de la Luftwaffe y posteriormente aterrizó en el Aeropuerto de Berlín-Tegel. 
Como avión presidencial, el Dreamliner realizó 214 operaciones volando 600 mil kilómetros. El último viaje en esta encomienda fue del entonces presidente Enrique Peña Nieto a la Cumbre G20 que se realizó en Buenos Aires.

### Venta
El 2 de diciembre de 2018 Andrés Manuel López Obrador, un día después de haber tomado posesión como presidente de México, anunció que el 3 de diciembre el avión se enviaría a San Bernardino (California) para su venta. Ahí permaneció en un hangar privado por más de doce meses, periodo en el cual se identificaron 42 clientes potenciales a nivel mundial y se erogaron cerca de 30 millones de pesos por almacenaje y mantenimiento. Ninguna de las ofertas de compra prosperó.
En enero de 2020 se anuncia que el avión regresaría  a México para seguir con su proceso de venta, debido a los altos costos de almacenaje y a los fallidos intentos de venta en el extranjero. El presidente Andrés Manuel López Obrador inclusive da la posibilidad de darlo como premio en un concurso de Lotería.
La aeronave denominada TP-01, conocida como el "Avión Presidencial" es arrendado a BANOBRAS, quien a su vez lo subarrienda a SEDENA.
El 9 de marzo de 2020 inicia venta de boletos para la venta de la rifa del avión presidencial, el sorteo especial número 235 alusivo a la aeronave "José María Morelos y Pavón" el cual constituía de 100 premios de 20 millones de pesos cada uno (equivalentes al precio del avión), realizándose la rifa el 15 de septiembre de 2020 en la Ciudad de México.
El 20 de abril de 2023, el presidente López Obrador informó que el gobierno de Tayikistán compró el avión presidencial por mil 658 millones 684 mil 400 pesos.
El gobierno mexicano anunció que el avión presidencial (XC-MEX / TP-01) Boeing 787-881 Dreamliner (cn 40695 / ln 6) ya había cerrado trato con el gobierno de República de Tayikistán y se dio de baja de la Fuerza Aérea Mexicana y, entregado el 5 de mayo de 2023.